# 石本他家男
石本 他家男（いしもと たけお、1909年（明治42年）11月25日 - 1988年（昭和63年）5月27日）は、日本の実業家である。デサントの創業者であり社長、会長を務めた。

## 経歴・人物
石川県石川郡鶴来町（現在の白山市）に生まれる。1923年（大正12年）に大阪で丁稚奉公となり、1935年（昭和10年）2月に独立し、現在のデサントのルーツとなったツルヤを創業した。第二次世界大戦中は兵士となるが、戦時中の1946年（昭和21年）に復員となり戦後にはグラブやミットの製造及び販売を始める。1957年（昭和32年）にはツルヤの独自ブランドである「デサント」を立ち上げ、翌1958年（昭和33年）にはスポーツウェアの製造販売を始めた事により「石本商店」に商号変更し株式会社化された。
1961年（昭和36年）にはデサントと社名変更し、同時に代表取締役社長に就任する。その後はスキー用品やスケート、自転車競技等のスポーツ競技の事業にも携わった。1970年代には日本プロ野球に所属する12球団のうち11球団が同社の公式ユニフォームに採用され、アメリカ合衆国のゴルフブランドであるマンシングウェアや当時プロテニスプレイヤーであった「氷の男」として知られているビョルン・ボルグが着用していたイタリアのスポーツブランドであるフィラとの連携に携わる。この業績により1980年（昭和55年）には同社が東証一部に上場し、同年には再度フランスのスポーツブランドであるルコックスポルティフとの連携にも携わり社長を辞任し会長となった。しかし翌1981年（昭和56年）に当時の社長であった織田潔が急逝した事により再度社長に就任したが、翌1982年（昭和57年）に再度会長に復職し以後死去まで務めた。

## 受賞歴・栄典
- 紺綬褒章（1966年）
- 発明功績者大阪府知事表彰（1976年）
- 全国日本学士会アカデミー賞（1976年）
- 勲四等瑞宝章（1980年）

## 親族
- 妻：ムメ
  - 長男：恵一（1935年 - 2012年、デサント元社長）
    - 長男の妻：美和子
    - 長男の子：雅敏（1962年 - 、デサント元社長）

  - 次男：和之（1953年 - 、デサント常務監査役、石本記念デサントスポーツ科学振興財団理事長）